# Ръмен
Ръмен (на албански: Rëmenj) е село в Албания, в община Поградец, област Корча.

## География
Селото е разположено на 830 m надморска височина на 1 km южно от Старово (Бучимас) и Поградец. Намира се южно от Охридското езеро, до границата със Северна Македония.

## История
Вероятно името Ръмен, което на арумънски означава арумъни е противопоставено на охридското Мали Влай, тоест Малки Влахи.
Според Васил Кънчов („Македония. Етнография и статистика“) в XIX век Ифля е албанско смесено християнско-мюсюлманско село в Старовска каза на Османската империя.
До 2015 година селото е част от община Старово (Бучимас).